# Idol (canción)
«Idol» (estilizado como «IDOL») es una canción grabada por la boy band surcoreana BTS, lanzada el 24 de agosto de 2018 por Big Hit Entertainment, siendo el sencillo principal de Love Yourself: Answer. Unas versiónes alternativas de la canción en la cuales participan la rapera trinitense Nicki Minaj y El Rapero Canadiense Tory Lanez, fue incluida como bonus track en la edición física del disco. El sencillo debutó en el decimoprimer puesto de Billboard Hot 100 y las dos versiones combinadas vendieron 43,000 descargas en su primer día de lanzamiento en los Estados Unidos. El 9 de noviembre, «Idol» recibió una certificación de oro por parte de la RIAA. Esta canción es una fusión de beats de electrónica, con una pasiva pista de trap, golpes de moonbahton, atmósfera de EDM y Rap.

## Antecedentes y lanzamiento
Un día antes del lanzamiento de «Idol», luego de la publicación del teaser, rumores acerca de una colaboración entre BTS y Nicki Minaj se dispersaron cuando la aplicación Shazam identificó al teaser como «Idol by BTS (feat. Nicki Minaj)». El 24 de agosto de 2018, dos horas antes de la publicación del álbum, Big Hit confirmó que una versión alternativa de «Idol» con Nicki Minaj se incluiría como un bonus track en la edición digital de Love Yourself: Answer.

## Video musical
El 6 de septiembre de 2018, se lanzó el video musical con Nicki Minaj. El video musical es similar al video musical original, pero con algunas escenas adicionales y Nicki Minaj rapeando su parte con la transliteración coreana de la letra en su espalda. El video termina con varios videoclips de "Idol Challenge" subidos por sus fans.
El video musical fue creado por el director Choi Yong-seok de Lumpens. Los directores asistentes incluyen a Guzza, MinJe, Jeong, Park Hye-heong, todos de Lumpens. El director de fotografía fue Man Hyun-woo de GDW. Otro personal clave son Song Hyun-seok que controlaba al gaffer, Kim Bona y Park Jin-sil como directores de arte, Ahn Ye-min y Lee Hyun-seung componían el equipo de arte. Song Sukki como gerente de construcción, Ma Seung-keun trabajando en la luz del espectáculo y Kang Jong como operador de ascensor. Los artistas escénicos clave fueron Hong Yeong-jun, Lim Kwang-hyun y Seo Sang-hyeok. Hasta noviembre de 2019, el video superó los 570 millones de visitas en YouTube .

## Posiciones en listas
| Lista (2018)                                        | Mejor posición |
| --------------------------------------------------- | -------------- |
| Australia (ARIA)                                    | 35             |
| Corea del Sur (Gaon Digital Chart)                  | 1              |
| Corea del Sur (K-pop Hot 100)                       | 1              |
| Escocia (Official Charts Company)                   | 10             |
| Eslovaquia (IFPI)                                   | 61             |
| España (PROMUSICAE)                                 | 71             |
| Estonia (Eesti Ekspress)                            | 38             |
| Filipinas (Music Weekly)                            | 3              |
| Hungría (MAHASZ)                                    | 2              |
| Hungría (Stream Top 40)                             | 20             |
| Irlanda (IRMA)                                      | 33             |
| Japón (Japan Hot 100)                               | 11             |
| Malasia (RIM)                                       | 1              |
| Nueva Zelanda (Recorded Music NZ)                   | 2              |
| Reino Unido (Independent Singles)                   | 3              |
| Reino Unido (Singles)                               | 21             |
| Singapur (Recording Industry Association Singapore) | 1              |
| Suecia (Sverigetopplistan)                          | 60             |

| Lista (2018)         | Mejor posición |
| -------------------- | -------------- |
| Corea del Sur (Gaon) | 70             |

| Lista (2018)                                 | Mejor posición |
| -------------------------------------------- | -------------- |
| Alemania (Official German Charts)            | 43             |
| Argentina (Argentina Hot 100)                | 48             |
| Argentina (Anglo Monitor Latino)             | 14             |
| Austria (Ö3 Austria Top 40)                  | 26             |
| Bélgica (Flandes) (Ultratip Bubbling Under)  | 26             |
| Canadá (Hot 100)                             | 5              |
| Corea del Sur (Billboard K-Pop Hot 100)      | 10             |
| Corea del Sur (Gaon)                         | 86             |
| Estados Unidos (Billboard Hot 100)           | 11             |
| Finlandia (Billboard Digital Song Sales)     | 1              |
| Francia (SNEP)                               | 103            |
| Grecia (Billboard Digital Song Sales)        | 1              |
| Italia (FIMI)                                | 88             |
| Japón (Japan Hot 100)                        | 47             |
| Países Bajos (Mega Single Top 100)           | 96             |
| Portugal (AFP)                               | 47             |
| Suecia (Billboard Sweden Digital Song Sales) | 1              |
| Suiza (Schweizer Hitparade)                  | 45             |

## Reconocimientos
| Fecha            | Programa      | Resultado | Ref    |
| ---------------- | ------------- | --------- | ------ |
| 31 de agosto     | Music Bank    | Ganador   | [ 45 ] |
| 2 de septiembre  | Inkigayo      | Ganador   | [ 46 ] |
| 5 de septiembre  | Show Champion | Ganador   | [ 47 ] |
| 7 de septiembre  | Music Bank    | Ganador   | [ 48 ] |
| 9 de septiembre  | Inkigayo      | Ganador   | [ 49 ] |
| 12 de septiembre | Show Champion | Ganador   | [ 50 ] |
| 14 de septiembre | Music Bank    | Ganador   | [ 51 ] |
| 16 de septiembre | Inkigayo      | Ganador   | [ 52 ] |

## Certificaciones y ventas
| Australia (ARIA)      | Oro     | 35 000      |
| Corea del Sur (KMCA)  | Platino | 2 500 000   |
| Estados Unidos (RIAA) | Platino | 1 000 000   |
| Reino Unido (BPI)     | Plata   | 200 000     |
| Streaming             |         |             |
| Japón (RIAJ)          | Oro     | 50 000 000  |
| Corea del Sur (KMCA)  | Platino | 100 000 000 |

## Historial de lanzamiento
| País           | Fecha                | Versión           | Formato                | Sello                 | Ref.   |
| -------------- | -------------------- | ----------------- | ---------------------- | --------------------- | ------ |
| Varios         | 24 de agosto de 2018 | Original          | Descarga digital       | Big Hit Entertainment | [ 59 ] |
| Estados Unidos | 12 de junio de 2018  | Nicki Minaj Remix | Contemporary hit radio | Big Hit, RED Music    | [ 60 ] |